# Cheruskowie
Cheruskowie (łac. Cherusci) – jedno z plemion germańskich, o którym wspomina Tacyt w swym dziele Germania.
Cheruskowie zamieszkiwali tereny północnych Niemiec na zachód od Półwyspu Jutlandzkiego. Za sąsiadów mieli rzymską Galię, Longobardów, Semnonów i Chattów. Na kartach historii pojawili się w 58 p.n.e., kiedy Juliusz Cezar pokonał ich wodza Ariowista, spieszącego na pomoc Celtom w Galii. 
W 9 r. n.e. wódz Cherusków, Arminiusz, zmasakrował w Lesie Teutoburskim trzy legiony rzymskie (XVII, XVIII i XIX) oraz oddział jazdy (w sumie około 20 000 żołnierzy) dowodzone przez Warusa. W odwecie w 15 r. w głąb krainy Cherusków wyruszyły dwie armie rzymskie pod wodzą Cecyny i Germanika. Cecyna został wyparty za limes, a Germanik, który podążał od północy w dół rzek, dotarł do miejsca nazwanego Idistaviso na lewym brzegu Wezery, gdzie jego armia stoczyła zwycięską bitwę z Arminiuszem. Germanik odzyskał dwa orły legionowe, które wpadły w ręce Cherusków w Lesie Teutoburskim. 
W 17 r. armia Cherusków starła się w Lesie Hercyńskim z Markomanami dowodzonymi przez Marboda. Bitwa zakończyła się porażką Marboda.